# Mouvement laïque québécois
Pour les articles homonymes, voir MLQ.
Le Mouvement laïque québécois (ou MLQ), anciennement appelée Association québécoise pour le droit à l'exemption de l'enseignement religieux (AQADER), est une association qui vise à dénoncer l'influence politique des religions et à abolir les privilèges accordés à certaines d'entre elles, par exemple le droit de célébrer des mariages[réf. nécessaire], les subventions à la restauration d'églises, la présence d'aumôniers dans les hôpitaux et du crucifix à l'Assemblée Nationale.  Présentement contrôlé par sa tendance athée[réf. nécessaire],  le MLQ entreprend autant des actions qui visent à prévenir cette influence, ou encore à abolir ces privilèges comme autre moyen de prévenir leur influence politique.    
Le MLQ est membre de la Coalition Laïcité Québec et souscrit au projet de cette dernière en ce qui a trait à une charte de la laïcité, à son contenu et à ses effets.  
Le MLQ est actif dans d'autres dossiers, notamment celui de la récitation d'une prière par des conseils municipaux, comme le démontre le procès contre la Ville de Saguenay dans lequel il est impliqué. 
Comme il est intervenu à plusieurs reprises pour libérer le système scolaire de son influence religieuse, il s'intéresse naturellement au système scolaire et tend à agir envers lui, plutôt que d'autres systèmes comme le système des soins de santé, par exemple. 

## Historique
En 1976, un groupe de parents québécois fondent l'Association Québécoise pour le droit à l'exemption de l'enseignement religieux (AQADER). En 1981, elle forme le Mouvement laïque québécois. Les fondateurs du mouvement désiraient que le combat de l'association dépasse le seul droit aux cours d’enseignement moral, promeuve d’autres valeurs, dont la liberté de conscience, et vise d’autres combats, dont la laïcisation des institutions publiques.  Un autre mouvement de laïcisation a existé dans les années 1960, le Mouvement laïque de langue française, mais il n'existe pas de lien organique entre les deux associations.
En 1984, le mouvement dépose une plainte au Conseil de presse du Québec à l'occasion de la visite du pape Jean-Paul II. 
En 1987, il collabore avec le sénateur Jacques Hébert afin de bloquer l'adoption d'une loi privée qui aurait permis à l'Opus Dei de contourner les lois canadiennes sur la fiscalité.  La même année, il pétitionne le ministère canadien de la justice pour retirer les Bibles des tribunaux afin que seule l'affirmation solennelle soit reconnue valide.
Le MLQ joue un rôle clé au sein de la Coalition pour la déconfessionnalisation du système scolaire, créée en 1993 et présidée par Louise Laurin, qui porte le combat pour la laïcité sur la scène politique. 
Ses efforts sont couronnés de succès à partir de 1997, lorsqu'une série de mesures est votée en faveur de la laïcisation : retrait de projets de restructuration scolaire fondés sur le multiconfessionnalisme ; amendement constitutionnel permettant la laïcisation des commissions scolaires et des écoles ; modification, en 2005, de l'article 41 de la Charte des droits et libertés de la personne qui protège l'enseignement religieux confessionnel catholique et protestant.
En 1995, le MLQ lance un recours collectif contre la Commission des écoles catholiques de Montréal, qui a omis d'inscrire sur sa liste électorale les électeurs dont elle savait ou supposait qu'ils n'étaient pas catholiques. Au cours du procès, la Commission des écoles catholiques de Montréal a accepté de réintégrer ces noms à la liste électorale.
En 2003, l'organisme participe au grand collectif Échec à la guerre, contre la deuxième guerre d'Irak. Aussi, la tendance athée impose sa vision du mouvement et de ses objectifs. Après avoir été écartée en 2009, elle reprendra le contrôle du mouvement en 2013. 
L'association fait régulièrement les manchettes en 2004 et 2005 pour son opposition au voile islamique, à une légalisation possible de la charia en Ontario, à l'utilisation de l'érouv par les Juifs et au port du kirpan par les Sikhs.
En 2005, le MLQ a obtenu gain de cause dans une plainte auprès du Tribunal des droits de la personne contre la récitation de la prière dans les assemblées municipales à la ville de Laval. 
En 2011, le Tribunal des droits de la personne lui aussi donné raison dans une cause semblable contre la ville de Saguenay et son maire Jean Tremblay; le tribunal a également ordonné à la ville de Saguenay de retirer son crucifix et sa statue du Sacré-Cœur des salles du conseil et l'a condamné à payer 30 000$ en dommages moraux et exemplaires au plaignant.
En juin 2021, le MLQ a reçu Prix de la laïcité Guy-Rocher décerné par le ministre québécois responsable de la laïcité, M. Simon Jolin-Barrette, en reconnaissance des 40 ans de travail accompli par le MLQ pour réclamer et défendre la laïcité de l’État. Attribué pour la toute première fois, ce prix a été bonifié d’une bourse de 10 000$ accordée au MLQ par la Fondation Antoine-Turmel.

## Prix Condorcet
Cette association remet annuellement le Prix Condorcet-Dessaules à une personne ou à un organisme dont les prises de position ou les actions s’inscrivent dans les objectifs du MLQ.